# Ікома (Нара)
Ікома (яп. 生駒市, いこまし, ікома сі ) — місто в Японії, у північно-західній частині префектури Нара.
Засноване 1 листопада 1971 року шляхом надання статусу міста містечку Ікома.
Ікома розташована на східних схилах однойменної гірської гряди, на західному краю Нарської западини. Місто виникло на основі прихрамового поселення з центром у монастирі Ходзандзі (1678).
Ікома є важливим траспортним вузлом на західному шляху з Нари. Територією міста проходить Ікомський тунель. 
Через те, що економіка міста розвинена слабо, Ікома відіграє роль міста-сателіта сусідньої Осаки. Традиційною галуззю господарства міста є виготовлення посуду і обладнання для чайної церемонії.